# Kaka Point
Kaka Point ist ein kleines Dorf im Clutha District der Region Otago auf der Südinsel von Neuseeland.

## Geographie

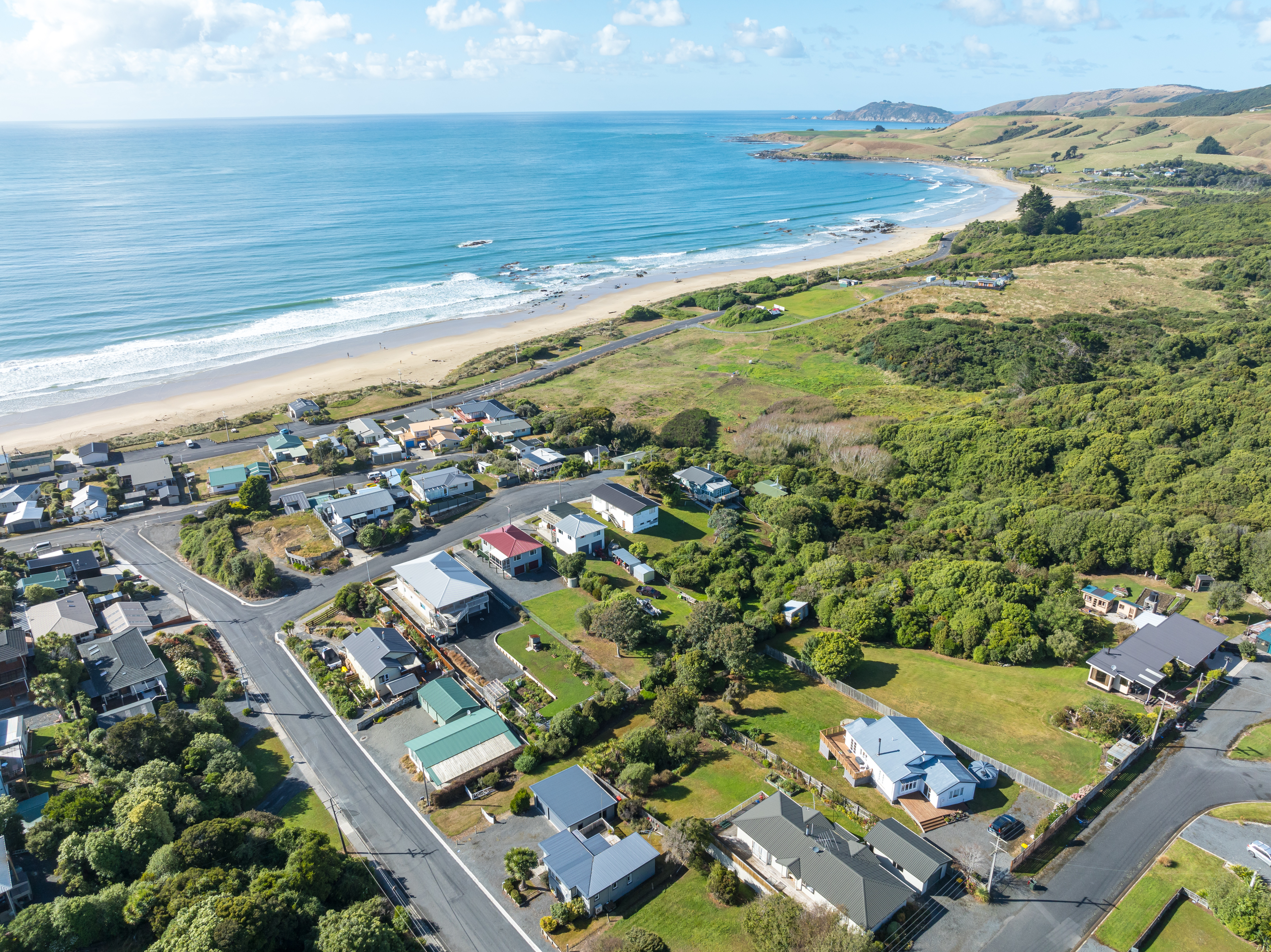
Luftbild von Kaka Point

Das Dorf liegt am Nordostrand der Catlins, rund 17 km südlich von Balclutha und 7 km nördlich von Nugget Point, direkt an der Ostküste zum Pazifischen Ozean. Der New Zealand State Highway 1, der hier Teil der Southern Scenic Route ist, führt zwischen 5 und 6 km westlich am Dorf vorbei.

## Bevölkerung
Zum Zensus des Jahres 2013 zählte der Ort 222 Einwohner, 10,4 % mehr als zur Volkszählung im Jahr 2006.

## Persönlichkeiten
- Hone Tuwhare (1922–2008), Māori-Dichter, lebte in Kaka Point für viele Jahre bis zu seinem Tod